# Масс, Кайли
Кайли Жаклин Масс (фр. Kylie Jacqueline Masse; род. 18 января 1996, Уинсор, Онтарио) — канадская пловчиха, специализирующаяся на плавании на спине, 5-кратный призёр Олимпийских игр, трёхкратная чемпионка мира и мировая рекордсменка. Завоевав титул в Будапеште на чемпионате мира по водным видам спорта 2017 года, стала первой канадкой — чемпионкой мира по плаванию. Выиграла две золотые медали на Играх Содружества 2018 года на дистанциях 100 и 200 м на спине, установив рекорд Игр в обеих дисциплинах, а также завоевала серебряную медаль на дистанции 50 м на спине. Выиграла золото на Универсиаде 2015 года и была признана пловцом года сезона 2015/16 в университете Торонто.

## Ранние годы
Кайли Масс родилась 18 января 1996 года. Она начала плавать в юном возрасте в команде Windsor Essex Swim под руководством Андрея Семёнова. Затем она была включена в команду Университета Торонто, где её выступления принесли ей награду пловца сезона 2015/2016.

## Карьера
Она выступала на летних Олимпийских играх 2016 года. Масс была главной канадской пловчихой на дистанции 100 метров на спине. Она установила и улучшила национальный рекорд в 100 м на спине как в предварительных заплывах, так и в полуфиналах. В финале она разделила бронзовую медаль с Фу Юаньхуэй, снова улучшив национальный рекорд (58,76).

### Мировой рекорд
На Чемпионате Канады по плаванию 2017 года она побила рекорд Америки на дистанции 100 м на спине со временем 58,21, что также является самым быстрым временем в текстильном костюме и третьим по скорости в истории. На чемпионате мира по водным видам спорта в Будапеште она побила мировой рекорд, который держался восемь лет, и завоевала свой первый титул чемпионки мира, проплыв дистанцию за 58,10 секунды. Она стала первой канадской женщиной, ставшей чемпионкой мира, и первым канадским пловцом, ставшим чемпионом мира, со времен Брента Хейдена (2007). Кайли сказала после гонки: «Я сразу не поверила, что сумела сделать это, даже когда смотрела на свой результат после финиша. Я была в восторге в тот момент. После Олимпиады я обрела бо́льшую уверенность в себе и получила опыт. Я многому научилась, просто выполняя эту рутину в течение недели, преодолевая предварительные раунды, полуфиналы и финалы. Весь этот опыт действительно помогает вам чувствовать себя увереннее».

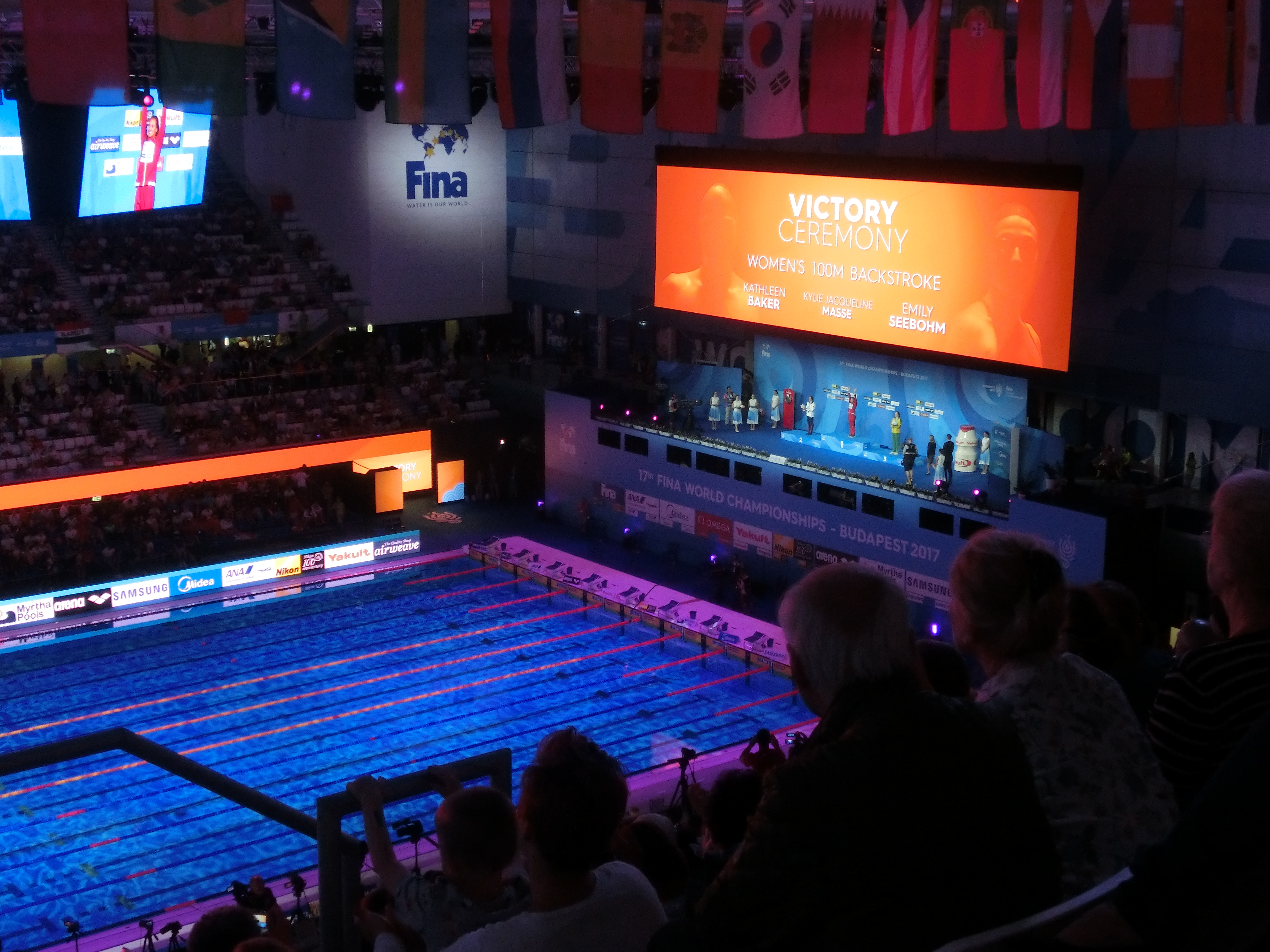
Чемпионат мира в Будапеште. Церемония награждения на дистанции 100 метров на спине

Масс также участвовала в финале смешанной комбинированной эстафеты 4×100 м, выступая на первой этапе на спине. Юрий Кисиль завершал эстафету, сумев разделить бронзовые медали с китайской командой. Кайли соревновалась в женской 200-метровой дистанции на спине установила рекорд Канады 2.05,97 в полуфинале, выйдя в финал. Однако повторить этот результат не вышло и она заняла пятое место (2.07,04). После чемпионата родной город канадки Ла-Саль посвятил день 18 августа празднованию её достижений.

### 2018
Масс вошла в состав канадской сборной на Игры Содружества 2018 года. На пути к финалу на дистанции 100 метров на спине Масс установила два рекорда Игр Содружества. В финале она снова установила рекорд, обойдя Эмили Сибом в борьбе за золотую медаль. Масс также завоевала золотую медаль на 200 м на спине на следующий день. Она снова установила рекорд Игр Содружества, опередив 17-летнюю соотечественницу Тейлор Рак. Масс также установила канадский рекорд на дистанции 50 м на спине, став второй, а также завоевала ещё одну серебряную медаль в комбинированной эстафете 4×100 м.

## Личные рекорды

### 50 м бассейн
| Дистанция      | Время   | Место                    | Дата         | Примечания |
| -------------- | ------- | ------------------------ | ------------ | ---------- |
| 50 м на спине  | 27,64   | Чемпионат мира, Будапешт | 26 июля 2017 | NR         |
| 100 м на спине | 58,10   | Чемпионат мира, Будапешт | 25 июля 2017 | NR         |
| 200 м на спине | 2.05,97 | Чемпионат мира, Будапешт | 28 июля 2017 | NR         |

### 25 м бассейн
| Дистанция      | Время | Место                            | Дата            | Примечания |
| -------------- | ----- | -------------------------------- | --------------- | ---------- |
| 50 м на спине  | 26,15 | Университетский бассейн, Торонто | 22 февраля 2018 | NR         |
| 100 м на спине | 56,02 | Центр WFCU, Уинсор               | 6 декабря 2016  | NR         |